# Adiaforista
Adiaforistas (del griego, Adiáforos, indiferente) o Filipistas es el título que se dio en el siglo XVI a los luteranos moderados que se adhirieron a las opiniones de Melanchthon, cuyo carácter pacífico no se acomodaba al carácter violento de Lutero. Por consiguiente, en el año de 1548 llamaron así a los que suscribieron el Interim de Augsburgo que el emperador Carlos V hizo publicar en la Dieta de Augsburgo. 
Esta diversidad de opiniones entre los luteranos causó entre sus doctores una disputa violenta. Se trataba de saber: 
1. Si está permitido ceder algo a los enemigos de la verdad en las cosas puramente indiferentes y que no afecten esencialmente a la religión.
2. Si las cosas que Melanchthon y sus partidarios juzgaban indiferentes, lo eran en realidad.

Estos disputadores, que llamaban enemigos de la verdad a todos los que no pensaban como ellos, tenían buen cuidado en no confesar que las opiniones o los ritos a los que se habían adherido eran indiferentes en el fondo de la religión.